# Pradines, Corrèze
Pradines este o comună în departamentul Corrèze din centrul Franței. În 2009 avea o populație de 106 de locuitori.

## Evoluția populației
| An        | 1975 | 1982 | 1990 | 1999 | 2006 | 2009 |
| --------- | ---- | ---- | ---- | ---- | ---- | ---- |
| Populație | 152  | 141  | 120  | 95   | 102  | 106  |